# 蘿拉 (模特兒)
蘿拉（英語：Rola；1990年3月30日—；本名佐藤绘里（佐藤えり）），日本女模特兒、歌手及演員。所屬經紀公司為LIBERA。父親是孟加拉人，母親擁有四分之一俄羅斯血統及四分之三日本血統。

## 生平
蘿拉出生於日本東京都，並在孟加拉國長大直到她7歲。她的父母在她年幼时離婚，後由她的繼母（中國人）抚养。她於高中時期和朋友去東京澀谷的購物被發掘之後開始加入模特兒活動。
蘿拉於2007年5月在Pop出道，多次參加彩妝單元的拍攝，因為勻稱修長的身材而頻繁出現在服裝單元。本來想取的藝名是Rosa，但經紀人卻認為蘿拉這個名字更有魅力。在Pop活動期間雖然人氣不低，卻一直沒有參加大的企劃，所以有點半紅不紫。在2008年8月雜誌《Popteen》的宴會「あげるPopteen祭」裡唱上親手寫的歌以歌手身份出現。在2008年4月號初登場《ViVi》，以後成為ViVi正式模特。2009年5月正式加盟ViVi，以豐富的拍攝經驗成功晉升名模行列，人氣日益上漲。
Vivi可以說是蘿拉完全展現自己獨特魅力的地方，她參與了專輯製作，開始出現在綜藝節目中，也受到了廣告邀請。比起過去在Pop被埋沒的時期，ViVi才是真正讓她大放異彩的地方。在這裡她不僅贏得了人氣和關注，也受前輩模特們的影響而開始改變自己的風格，找到更適合自己的著裝、化妝方式和髮型等。廣播節目【おぎやはぎのメガネびいき】《(TBSぎやはぎの收音機)びいき》嘉賓出演了的時候，有強烈的天然造型的衝擊，之後，在該節目不定期出演。

## 主要演出

### 雜誌
- ViVi（講談社、2008年-） - 專屬模特兒
- Popteen（角川春樹事務所）

### 出演情報
- 東京カワイイ★TV（NHK、2010年4月25日 23:30 - 24:00）
- ゴッドタン（東京電視台、2010年2月24日）
- The Hills（東京電視台、2009年10月）
- TOKYO本音モデルズ（富士電視台、2009年10月19日）
- しゃべくり007（日本電視台、2010年6月14日）
- 踊る!さんま御殿!!（日本電視台、2010年7月20日）

### 出演活動
- Girls Award 2010
- TOKYO GIRLS COLLECTION 2010 in Okinawa
- TOKYO GIRLS COLLECTION 2009 AUTUMN/WINTER
- Divas Dream Festa（ViVi創刊25周年紀念宴會）
- MTV Style ViVi Night　～Super Girls Party～
- SHIBUYA GIRLS COLLECTION 2009 SPRING/SUMMER
- 2011年ISSA × SoulJa ROLA - i hate u

### 電影
- 2016: 惡靈古堡6：最終章 飾 Cobalt

## 外部連結
- Rola的官方Ameba部落格（页面存档备份，存于）
- Rola的X（前Twitter）
- Rola的Instagram帳戶
- Rola在互联网电影资料库（IMDb）上的資料（英文）
- Rola的Facebook專頁